# SN 2010eb
SN 2010eb – supernowa typu Ia odkryta 12 czerwca 2010 roku w galaktyce NGC 488. W momencie odkrycia miała maksymalną jasność 14,70m.